# Keuternederzetting
Een keuternederzetting of heidorp is een dorp of gehucht dat in de 19e eeuw of eerder is ontstaan door het vaak illegaal, maar in ieder geval niet van bovenaf georganiseerd, in gebruik nemen van woeste grond door boerenarbeiders en andere armen. Bij georganiseerde ontginning, die omstreeks eind 19e eeuw plaatsvond, wordt gesproken van ontginningsdorpen.
Keuternederzettingen komen voor in het westen van Noord-Brabant, Kempenland, Peelland en de Friese Wouden. Zij bestonden aanvankelijk uit plaggenhutten met daaromheen kleine stukjes land die door de keuterboeren ontgonnen werden. Behalve in de kleinschalige landbouw en veeteelt werkten de bewoners als landarbeider, bezembinder, turfsteker, visser en stroper. In Noord-Brabant hebben de gemeentebesturen de grond later tegen de prijs van woeste grond aan de bewoners verkocht. Het bekendste voorbeeld van een keuternederzetting is St. Willebrord, dat later tot een kerkdorp uitgroeide. Andere keuternederzettingen zijn nauwelijks meer van normale gehuchten, buurtschappen of wijken te onderscheiden.

## Keuternederzettingen in Noord-Brabant
- Acht Zaligheden, Gemeentes Bladel, Eersel, Reusel-De Mierden en Oerle (Veldhoven).
- De Klef, Gemeente Gemert-Bakel
- De Heide, (nu de Zijp) Gemeente Boekel
- Heijeneind, Gemeente Laarbeek
- St. Willebrord, Gemeente Rucphen
- Nieuwe Parochie, (nu Someren-Eind) Gemeente Someren